# Langes radieux
Langes radieux est le huitième roman policier de Jean Amila paru dans la collection Série noire avec le numéro 763 en 1963.

## Résumé
Trois gangsters sont tués à la suite de l’attaque d’un fourgon blindé. Le butin n’est pas retrouvé par la police. Deux bandes de truands et le commissaire Verdier pensent que Claire Maillane, surnommée Clara, compagne de « Roger le boucher », un des gangsters, sait où est caché l’argent.
Clara vient d’accoucher d’un garçon. Elle fait l’objet de pressions par la police, les truands et par l’avocat de son compagnon mort. Elle s’enfuit avec Marité rencontrée dans un foyer de mères célibataires et se dirige vers la côte d'azur, où Roger avait sa planque. Elles sont suivies par deux hommes, représentant deux bandes de truands.
Arrivées dans la villa, où les deux femmes espéraient retrouver le magot, une fusillade éclate avec les truands, au cours de laquelle cinq personnes sont tuées…
Long, un comptable, qui a véhiculé l'autostoppeur qu'était Roger le boucher, et qui a compris qui il était et l'endroit où se trouvait le butin, veut récupérer ce dernier pour le restituer à la banque. Son innocence l'amène à participer à la tuerie et à devenir le principal suspect de celle-ci. Mais il est finalement innocenté.

## Éditions
Le roman est publié dans la Série noire avec le numéro 763 en 1963. Il est réédité dans la collection Carré noir en 1984 avec le numéro 512.

## Autour du livre
On retrouve dans ce roman des personnages de La Bonne Tisane et de Sans attendre Godot, en particulier les truands de la bande de Godot et le commissaire Verdier.

## Adaptation
Le roman est adapté au cinéma avec le titre Fleur d'oseille par Georges Lautner en 1967.

## Sources
- Polar, revue trimestrielle no 16, octobre 1995
- Claude Mesplède, Les Années Série Noire, vol. 2 : 1959-1966, Encrage, coll. « Travaux » (no 17), 1993  (ISBN 2-906389-43-9), p. 156-157
- Jean Amila, années 60